# Once (album av Anders Jormin)
Once från 1997 är ett musikalbum med basisten Anders Jormin.

## Låtlista
Alla musik är arrangerad av Anders Jormin.
1. Once Upon a Summertime (Michel Legrand/Johnny Mercer) – 4:19
2. What Reason Could I Give (Ornette Coleman) – 8:39
3. Natt (Anders Jormin) – 4:11
4. Lost in the Stars (Kurt Weill/Maxwell Anderson) – 5:16
5. Tveten (Anders Jormin) – 5:41
6. Allt under himmelens fäste (trad) – 6:15
7. På kryss med Monsunen (Evert Taube) – 6:26
8. Q (Anders Jormin) – 6:28
9. Preluduo (Jarle Vespestad/Thomas Gustafson) – 1:20
10. Olivia (Silvio Rodriguez/Anders Jormin) – 3:35

## Medverkande
- Anders Jormin – bas, elbas
- Jeanette Lindström – sång
- Thomas Gustafson – tenor- och sopransax
- Jarle Vespestad – trummor, slagverk